# 金鐘獎流行音樂節目主持人獎得獎列表
廣播金鐘獎流行音樂節目主持人獎是由文化部影視及流行音樂產業局在臺灣舉辦的現行頒發獎項。

## 歷屆得獎暨入圍名單
|  | 獲獎者 |

### 流行音樂節目主持人獎（第35屆～至今）
| 年度 （屆數）   | 廣播作品                                                                          |
| --------------- | --------------------------------------------------------------------------------- |
| 2000 （第35屆） | 譚志薏、劉冠佑／《音樂新樂園－流行音樂館》／財團法人中央廣播電臺                  |
| 2000 （第35屆） | 林宗慶／《音樂叢林》／正聲廣播股份有限公司                                        |
| 2000 （第35屆） | 陳裕【陳平】／《輕鬆小站》／復興廣播電臺                                          |
| 2000 （第35屆） | 黃子佼／《音樂奇葩》／飛碟廣播股份有限公司                                        |
| 2000 （第35屆） | 趙婷／《午餐的約會》／中國廣播股份有限公司                                        |
| 2001 （第36屆） | 王介安／《星河夜語》／光寶育樂傳播股份有限公司                                    |
| 2001 （第36屆） | 吳德蕊【Stephane】／《KISS SOUNDTRACK》／台南知音廣播股份有限公司                 |
| 2001 （第36屆） | 洪宗適【阿國仔】、張倩華【非常女】／《寶島啥咪攏有》／ 內政部警政署警察廣播電臺   |
| 2001 （第36屆） | 侯冠群、鄧程惠／《霹靂十八點》／ 萬世國際股份有限公司                             |
| 2001 （第36屆） | 譚中道【小譚】／《KISS MUSIC有夠嗆》／大苗栗廣播股份有限公司                      |
| 2002 （第37屆） | 陳裕【陳平】／《輕鬆小站》／復興廣播電臺臺北臺                                    |
| 2002 （第37屆） | 王宜隆【胖胖】／《超級大玩家》／全國廣播股份有限公司                              |
| 2002 （第37屆） | 吳建恆／《娛樂e世代》／中國廣播股份有限公司                                       |
| 2002 （第37屆） | 林雯珠【林娟】／《十八姑娘一朵花》／內政部警政署警察廣播電臺高雄臺                |
| 2002 （第37屆） | 張維斌【張敬】／《動感魔法秀》／內政部警政署警察廣播電臺                          |
| 2003 （第38屆） | 林香君／《音樂東海岸》／漢聲廣播電台花蓮台                                        |
| 2003 （第38屆） | 朱玲／《音樂咖啡館》／漢聲廣播電台台北總台                                        |
| 2003 （第38屆） | 林宗慶／《音樂叢林》／正聲廣播公司                                                |
| 2003 （第38屆） | 陳裕〈陳平〉／《回想曲》／復興廣播電台台北台                                      |
| 2003 （第38屆） | 張維斌〈張敬〉／《魔法日記》／警察廣播電臺                                        |
| 2004 （第39屆） | 藍祖蔚／《電影最前線》／台北愛樂                                                  |
| 2004 （第39屆） | 林雯珠（林娟）／《聽!美麗在唱歌》／警廣高雄台                                     |
| 2004 （第39屆） | 王宜隆（胖胖）／《超級大玩家》／全國廣播電台                                      |
| 2004 （第39屆） | 秦夢眾／《尋夢園》／台北電台                                                      |
| 2004 （第39屆） | 沈鴻元／《台北爵士夜》／台北愛樂                                                  |
| 2005 （第40屆） | 劉珮君／《音樂，離我們很近》／國防部政治作戰總隊漢聲廣播電臺澎湖臺                |
| 2005 （第40屆） | 汪國卿／《風中的音符》／正聲廣播股份有限公司雲林廣播電臺                          |
| 2005 （第40屆） | 宛志蘋／《橘色唱盤》／正聲廣播股份有限公司                                        |
| 2005 （第40屆） | 徐小梅（徐凡）／《星光燦爛》／國防部政治作戰總隊漢聲廣播電臺                      |
| 2005 （第40屆） | 陳裕（陳平）／《回想曲》／復興廣播電臺臺中臺                                      |
| 2006 （第41屆） | 張維斌【張敬】、吳文嫦【唐妮】／《魔法日記》／內政部警政署警察廣播電臺            |
| 2006 （第41屆） | 陳燕柔／《今夜柔情》／正聲廣播股份有限公司                                        |
| 2006 （第41屆） | 吳興宗【HUGO】／《音樂五六七》／高屏廣播股份有限公司                              |
| 2006 （第41屆） | 宛志蘋／《橘色唱盤》／正聲廣播股份有限公司                                        |
| 2006 （第41屆） | 秦夢眾／《尋夢園》／臺北廣播電臺                                                  |
| 2007 （第42屆） | 金智娟（娃娃）、徐哲緯、古勝中／《娃娃 SPECIAL 》／台北之音廣播股份有限公司       |
| 2007 （第42屆） | 吳興宗（Hugo）／《音樂五六七》／高屏廣播股份有限公司                              |
| 2007 （第42屆） | 陶曉清／《陶曉清音樂名人錄》／台北之音廣播股份有限公司                            |
| 2007 （第42屆） | 劉冠佑、譚志薏、李維真／《音樂 M.I.T》／財團法人中央廣播電臺                      |
| 2007 （第42屆） | 羅方翰（小Q）、林祺宏、李佳儒（李婕）／《音樂啟示錄》／復興廣播電臺               |
| 2008 （第43屆） | 郭偉仁(KK)、張公全(強尼)／《KISS K歌榜》／大眾廣播股份有限公司                    |
| 2008 （第43屆） | 金智娟(娃娃)、徐哲緯、古勝中／《娃娃SPECIAL》／台北之音廣播股份有限公司           |
| 2008 （第43屆） | 陶曉清／《音樂名人錄》／台北之音廣播股份有限公司                                  |
| 2008 （第43屆） | 黃介文／《好歌音樂館》／財團法人中央廣播電臺                                      |
| 2008 （第43屆） | 齊軒／《記憶的鑰匙》／內政部警政署警察廣播電臺臺北總臺                            |
| 2009 （第44屆） | 黃介文／《跟著音樂去旅行》／竹科廣播股份有限公司                                  |
| 2009 （第44屆） | 王介安／《B面最精選》／台北流行音樂廣播股份有限公司                               |
| 2009 （第44屆） | 郭偉仁(KK)、 張公全(強尼)／《流行磁場》／大眾廣播股份有限公司                     |
| 2009 （第44屆） | 齊軒／《記憶的鎖匙》／內政部警政署警察廣播電臺                                    |
| 2009 （第44屆） | 劉冠佑、譚志薏、李維真／《音樂M.I.T》／財團法人中央廣播電臺                       |
| 2010 （第45屆） | 陳平【陳裕】／《回想曲》／復興廣播電臺                                            |
| 2010 （第45屆） | 朱玲／《音樂咖啡館》／漢聲廣播電臺臺北總臺                                        |
| 2010 （第45屆） | 袁永興／《青春音樂盒》／內政部警政署警察廣播電臺臺北總臺                          |
| 2010 （第45屆） | 黃介文／《好歌音樂館》／財團法人中央廣播電臺                                      |
| 2010 （第45屆） | 劉冠佑、譚志薏／《音樂M.I.T》／財團法人中央廣播電臺                               |
| 2011 （第46屆） | 劉冠佑、譚志薏／《音樂M.I.T》／財團法人中央廣播電臺                               |
| 2011 （第46屆） | 宋銘【宋修聖】／《無線音樂城》／竹科廣播股份有限公司                              |
| 2011 （第46屆） | 胖胖【王宜隆】／《音樂多一點》／全國廣播股份有限公司                              |
| 2011 （第46屆） | 袁永興／《音樂歲月—說音樂的人》／復興廣播電臺                                     |
| 2011 （第46屆） | 賴怡廷／《大兵DJ》／漢聲廣播電臺臺北總臺                                          |
| 2012 （第47屆） | 阿國、琇如／《中古老歌廳》／內政部警政署警察廣播電臺臺北臺                        |
| 2012 （第47屆） | Calvin【陳俊菖】／《What’s Up Music》／台北流行音樂廣播股份有限公司               |
| 2012 （第47屆） | Joseph Lin／《The Jam》／財團法人台北國際社區文化基金會                           |
| 2012 （第47屆） | 齊軒／《記憶的鑰匙》／內政部警政署警察廣播電臺臺北總臺                            |
| 2013 （第48屆） | 袁永興／《音樂歲月––說音樂的人》／復興廣播電臺                                    |
| 2013 （第48屆） | 小Q【羅方翰】／《音樂地球村》／國立教育廣播電臺高雄分臺                           |
| 2013 （第48屆） | 土豆仁【王裕仁】／《台灣鹹酸甜》／國立教育廣播電臺                                |
| 2013 （第48屆） | 阿國、琇如／《中古老歌廳》／內政部警政署警察廣播電臺臺北臺                        |
| 2013 （第48屆） | 宋銘／《無線音樂城》／竹科廣播股份有限公司                                        |
| 2014 （第49屆） | 黃子佼／《哥哥妹妹有意思之哥哥露兩點》／飛碟廣播股份有限公司                      |
| 2014 （第49屆） | 小Q【羅方翰】／《音樂啟示錄》／復興廣播電臺                                       |
| 2014 （第49屆） | 小宛【宛志蘋】／《橘色唱盤》／正聲廣播股份有限公司臺北調頻廣播電臺                |
| 2014 （第49屆） | 施孝榮／《笑容時間》／財團法人中央廣播電臺                                        |
| 2014 （第49屆） | 馬世芳／《音樂五四三》／台灣全民廣播電台股份有限公司                              |
| 2015 （第50屆） | 馬世芳／《音樂五四三》／台灣全民廣播電台股份有限公司                              |
| 2015 （第50屆） | 小Q【羅方翰】／《音樂啟示錄》／復興廣播電臺                                       |
| 2015 （第50屆） | 黃介文／《好歌音樂館》／財團法人中央廣播電臺                                      |
| 2015 （第50屆） | 舜平【林舜平】／《警廣大歌廳》／內政部警政署警察廣播電臺                          |
| 2015 （第50屆） | 魏廣晧／《跟著小號聽爵士》／國立教育廣播電臺                                      |
| 2016 （第51屆） | 馬世芳／《音樂五四三》／台灣全民廣播電台股份有限公司                              |
| 2016 （第51屆） | 丹尼【呂理傑】／《音樂123》／台北流行廣播股份有限公司                             |
| 2016 （第51屆） | 尚恩【黃彥翔】、內克【吳宇軒】／《聽什麼東西》／內政部警政署警察廣播電臺          |
| 2016 （第51屆） | 袁永興／《拍律遊樂園》／國立教育廣播電臺                                          |
| 2016 （第51屆） | 詹怡嘉／《愛的故事》／ 財團法人台北勞工教育電台基金會                             |
| 2017 （第52屆） | 邵大倫／《寶島真無閒》／寶島新聲廣播電台股份有限公司                              |
| 2017 （第52屆） | 丹尼【呂理傑】／《音樂123》／台北流行廣播股份有限公司                             |
| 2017 （第52屆） | 袁永興／《拍律遊樂園》／國立教育廣播電臺                                          |
| 2017 （第52屆） | 馬世芳／《音樂五四三》／台灣全民廣播電台股份有限公司                              |
| 2017 （第52屆） | 黃子佼／《哥哥妹妹有意思之哥哥露兩點》／飛碟廣播股份有限公司                      |
| 2018 （第53屆） | 馬世芳／《耳朵借我》／財團法人原住民族文化事業基金會                              |
| 2018 （第53屆） | DJ羅小Q【羅方翰】／《音樂二三事》／國立教育廣播電臺                               |
| 2018 （第53屆） | 邵大倫／《寶島真無閒》／寶島新聲廣播電台股份有限公司                              |
| 2018 （第53屆） | 袁永興／《拍律遊樂園》／國立教育廣播電臺                                          |
| 2018 （第53屆） | 黃子佼／《飛碟五子奇》／飛碟廣播股份有限公司                                      |
| 2019 （第54屆） | 吳建恆／《娛樂E世代》／中國廣播股份有限公司                                       |
| 2019 （第54屆） | DJ羅小Q【羅方翰】／《音樂二三事》／國立教育廣播電臺                               |
| 2019 （第54屆） | Joseph Lin【林哲修】／《The Jam》／財團法人台北國際社區文化基金會                 |
| 2019 （第54屆） | 邵大倫／《寶島真無閒》／寶島新聲廣播電台股份有限公司                              |
| 2019 （第54屆） | 黃子佼／《飛碟五子奇》／飛碟廣播股份有限公司                                      |
| 2020 （第55屆） | 小樹／《Street Voice未來進行式》／飛碟廣播股份有限公司                            |
| 2020 （第55屆） | 內克【吳宇軒】／《告白》／內政部警政署警察廣播電臺                                |
| 2020 （第55屆） | 邵大倫／《寶島真無閒》／寶島新聲廣播電台股份有限公司                              |
| 2020 （第55屆） | 陳煒智／《臺灣電影筆記》／竹科廣播股份有限公司                                    |
| 2020 （第55屆） | 葛大為／《同行相記》／台北之音廣播股份有限公司                                    |
| 2021 （第56屆） | 黃連煜／《我是東西南北香蕉人》／財團法人客家公共傳播基金會                        |
| 2021 （第56屆） | 小樹／《Street Voice未來進行式》／飛碟廣播股份有限公司                            |
| 2021 （第56屆） | 邵大倫／《音樂大輪轉》／寶島新聲廣播電台股份有限公司                              |
| 2021 （第56屆） | 黃介文／《Voice to the world》／財團法人中央廣播電臺                              |
| 2021 （第56屆） | 墨鏡哥【甘仲維】／《放肆音箱》／漢聲廣播電臺                                      |
| 2022 （第57屆） | Amy【丁宛臻】、薑黃【黃俊豪】／《เพลง THAI MUSIC SHOP》／內政部警政署警察廣播電臺 |
| 2022 （第57屆） | Jerry／《一起 Ho Hai Yan》／內政部警政署警察廣播電臺                              |
| 2022 （第57屆） | 袁永興／《拍律遊樂園》／國立教育廣播電臺                                          |
| 2022 （第57屆） | 曾偉旻／《Taiwan Double Bass》／漢聲廣播電臺                                      |
| 2022 （第57屆） | 謝宇威／《客坐嗑音樂-謝宇威音樂故事館》／財團法人中央廣播電臺                     |
| 2023 （第58屆） | Joseph Lin【林哲修】／《The Jam》／財團法人台北國際社區文化基金會                 |
| 2023 （第58屆） | 內克【吳宇軒】／《告白那一刻》／漢聲廣播電臺                                      |
| 2023 （第58屆） | 巫巴克【胡聖瑋】／《聲音迴路曲》／財團法人中央廣播電臺                            |
| 2023 （第58屆） | 邵大倫／《音樂大輪轉》／寶島新聲廣播電台股份有限公司                              |
| 2023 （第58屆） | 羅小Q【羅方翰】／《音樂二三事》／國立教育廣播電臺                                 |
| 2024 （第59屆） | 袁永興／《拍律遊樂園》／國立教育廣播電臺                                          |
| 2024 （第59屆） | Joseph Lin【林哲修】／《The Jam》／財團法人台北國際社區文化基金會                 |
| 2024 （第59屆） | 巫巴克【胡聖瑋】／《Live!聲音實驗現場》／國立教育廣播電臺                         |
| 2024 （第59屆） | 邵大倫／《音樂大輪轉》／寶島新聲廣播電台股份有限公司                              |
| 2024 （第59屆） | 羅小Q【羅方翰】／《音樂二三事》／國立教育廣播電臺                                 |
| 2025 （第60屆） |                                                                                   |
|                 |                                                                                   |
|                 |                                                                                   |
|                 |                                                                                   |
|                 |                                                                                   |

## 外部連結
- 廣播電視金鐘獎官方網站 （页面存档备份，存于）
- 歷屆廣播金鐘獎得獎入圍名單 （页面存档备份，存于），文化部影視及流行音樂產業局